# Escola Estadual Professor Botelho Reis
A Escola Estadual Professor Botelho Reis, conhecida como Ginásio Leopoldinense, é uma escola brasileira localizada no município de Leopoldina, em Minas Gerais.
O Ginásio Leopoldinense foi fundado em 3 de junho de 1906 pelos irmãos Custódio e José Monteiro Ribeiro Junqueira, com o objetivo de educar os filhos das oligarquias da Zona da Mata Mineira. Após três meses de sua fundação, foi criada a Escola Normal do Ginásio Leopoldinense. Em 1912, o Ginásio passou a oferecer ensino técnico pela Escola Agrícola, em regime de internato, e ensino superior com a Escola de Farmácia e Odontologia, inaugurada em 17 de janeiro. O curso de Odontologia foi suprimido em 1921 e a de Farmácia em 1929. A Escola Agrícola e a Escola Normal também foram desativadas e, em seu lugar, foi criada em 1933 a Escola de Comércio.
Em 1955, o Ginásio Leopoldinense passou a chamar-se Colégio Estadual Professor Botelho Reis, em homenagem ao diretor que ficou à frente da instituição de 1910 a 1925.
Políticos como o advogado Carlos Luz fizeram parte do corpo docente da Escola de Farmácia. Dentre os ex-alunos, alguns tornaram-se figuras de destaque como o governador Milton Campos, o cineasta Humberto Mauro e o escritor português Miguel Torga.
O edifício foi projetado pelo engenheiro Ormeo Junqueira Botelho em estilo neoclássico e teve sua construção iniciada em 1918 pela ala direita. A ala esquerda começou a ser construída em 1926 e foi concluída em 1933. Em 12 de março de 1996, o edifício foi tombado pelo IEPHA, passando a constar entre os bens culturais do Estado de Minas Gerais.